# Muhlis Dağaşan
Muhlis Dağaşan (Amsterdam, 9 augustus 2004) is een Turks-Nederlands voetballer die doorgaans speelt als rechtsback. In augustus 2023 debuteerde hij voor Jong PSV.

## Clubcarrière
Dağaşan speelde in de jeugd van FC Twente en AFC, voor hij in de zomer van 2020 opgenomen werd in de opleiding van PSV. In juni 2023 werd zijn contract opengebroken en verlengd tot medio 2025 en de verdediger werd voor het komende seizoen 2023/24 opgenomen in de selectie van Jong PSV. Zijn professionele debuut maakte hij namens dat team in de Eerste divisie op 18 augustus 2023. Op die dag moest hij van coach Wil Boessen op de reservebank beginnen tegen TOP Oss. Hij mocht een kwartier voor het einde van de reguliere speeltijd invallen voor Bram Rovers, die met een eigen doelpunt de score al had bepaald op 4–1. Zijn eerste doelpunt als profvoetballer maakte hij twee weken later op 1 september, op bezoek bij FC Den Bosch. Die ploeg was op voorsprong gekomen door Yuya Ikeshita, waarna Emir Bars gelijkmaakte. Dağaşan zorgde op aangeven van Mylian Jiménez voor de 1–2, waarbij het ook zou blijven.

## Clubstatistieken
| Seizoen | Club     | Competitie     | Competitie | Competitie | Beker | Beker | Internationaal | Internationaal | Totaal | Totaal |
| Seizoen | Club     | Competitie     | Wed.       | Dlp.       | Wed.  | Dlp.  | Wed.           | Dlp.           | Wed.   | Dlp.   |
| ------- | -------- | -------------- | ---------- | ---------- | ----- | ----- | -------------- | -------------- | ------ | ------ |
| 2023/24 | Jong PSV | Eerste divisie | 17         | 1          | —     | —     | —              | —              | 17     | 1      |
| 2024/25 | Jong PSV | Eerste divisie | 29         | 1          | —     | —     | —              | —              | 29     | 1      |
| Totaal  | Totaal   | Totaal         | 46         | 2          | 0     | 0     | 0              | 0              | 46     | 2      |

Bijgewerkt op 30 april 2025.